# Cryphaeus cornutus
Cryphaeus cornutus (лат.) — вид жуков-чернотелок из подсемейства Tenebrioninae.

## Распространение
Юго-восточная Европа (в том числе Украина и юг европейской части России), Кавказ.

## Описание
Тело чёрное, вытянутое, параллельностороннее. Развитие происходит в грибах, под корой. Длина имаго 8—12,5 мм, личинок — 24—25 мм. Усики булавовидные (концевые 9—11 членики образуют булаву). У самцов на голове 2 небольших роговидных выступа (у самок — два киля). Ширина переднеспинки в 1,5 раза больше её длины (поперечная); передний край переднеспинки вогнутый, а боковые — выпуклые.